# Spongiocaris hexactinellicola
Spongiocaris hexactinellicola is een tienpotigensoort uit de familie van de Spongicolidae. De wetenschappelijke naam van de soort is voor het eerst geldig gepubliceerd in 1993 door Berggren.